# يانغ ديبرتوا نيغري

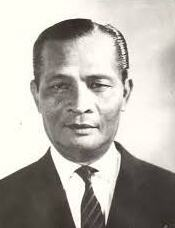

يانغ ديبرتوا نيغري (تعني «رئيس الدولة» في لغة الملايو) هو اللقب الرسمي الفخري لحُكام الأقاليم الماليزية التي لاتتبع لحكم ملكي (التسلسل بالحكم وراثيا) وهي الأقاليم  بينانق وملقا وصباح وسراوق. ييتم تعيين الحاكم في هذه الأقاليم لمدة أربع سنوات قابلة للتجديد بواسطة يانغ دي بيرتوان أغونغ (الحاكم الأعلى أو الملك) وهو رئيس الاتحاد الماليزي بناء على نصيحة من رئيس الوزراء بعد التشاور مع حكومات الولايات. لقب «يانغ ديبرتوا نيغري» يمكن الاستعاضة عنه  واستخدام «فخامة» أو «فخامته».
هناك فرقان جوهريان بين الحكام التسعة (بالوراثة) وحكام الأقاليم المعينين وهم من يملك لقب «يانغ ديبرتوا نيغري». حُكام الأقاليم المُعينين هم أعضاء في مؤتمر الحكام  لكن لا يمكنهم المشاركة في انتخاب «يانغ ديبرتوان أغونغ»  (حاكم للاتحاد) للحفاظ على عقيدة البلاد الإسلامية. حكام الأقاليم المعينين ليس لهم سلطة إسلامية في أقاليمهم (المسماة برئيس الدين الإسلامي) وتعود السلطة هذه للحاكم الأعلى للاتحاد الماليزي «يانغ دي بورتوان أغونغ».